# Mx (titel)
Mx (meestal uitgesproken als [ˈməks], [ˈmɪks] of [ˈmʌks]) is een van oorsprong Engelse genderneutrale aanspreekvorm om te gebruiken naast Mr., Ms., enzovoort. Het is vaak de enige optie voor non-binaire en genderqueer mensen, evenals voor mensen die hun gender niet willen openbaren. Het is een titel die algemeen aanvaard is door de Britse regering en veel organisaties en bedrijven in het Verenigd Koninkrijk.

## Etymologie
Het woord werd voor het eerst voorgesteld aan het einde van 1970-1979. De "x" is bedoeld om als jokerteken te dienen (vergelijkbaar met 'Tx' in de elektronica, kort voor 'transmit') en impliceert geen "gemengd" geslacht.

## Gebruik
In 2013 stemde de gemeenteraad van Brighton and Hove, in Sussex, voor het gebruik toe te staan op raadsformulieren en in 2014 nam de Royal Bank of Scotland de titel op als een optie. In 2015 werd de erkenning breder onder Britse instellingen, waaronder de Royal Mail, overheidsinstellingen verantwoordelijk voor documenten zoals paspoorten en rijbewijzen, de meeste grote banken, enkele andere bedrijven en de Britse liefdadigheidsinstelling Battersea Dogs & Cats home. De titel wordt geaccepteerd door de Department for Work and Pensions, HM Revenue and Customs, National Health Service en veel raden, universiteiten, verzekeringsmaatschappijen en nutsbedrijven in het Verenigd Koninkrijk. Het Lagerhuis bevestigde in 2015 dat het gebruik van 'Mx' door parlementsleden zal worden geaccepteerd.
In 2015 werd het opgenomen in de Oxford English Dictionary, en in april 2016 werd het opgenomen in Merriam-Webster Unabridged.
In Nederland zijn er wel mensen die Mx. voor hun naam zetten, maar is dit gebruik niet ingeburgerd. In plaats daarvan wordt aangeraden om voor non-binaire en genderqueer mensen in het Nederlands de aanspreekvorm weg te laten en de voornaam of voorletter(s) van de aangesproken persoon te gebruiken.